# Качаброво
Качаброво — деревня в Ивановском сельском поселении Истринского района Московской области. Население — 5 человек (2010), в деревне 4 улицы.
Находится в 3 км  на юго-восточной окраине райцентра Истры,вблизи железнодорожной платформы Троицкая.  На левом берегу реки Истры,высота над уровнем моря 157 м.
Качаброво известно, по крайней мере, с ХVI в,  с 1584 года, когда она принадлежала Богдану Ивановичу Полеву. В писцовой книге 1584 - 1586 гг. написано: "За Богданом за Ивановым сыном Полева старая отца его вотчина: деревня Качаброва на р. на Истре: пашни паханые добрыя земли 20 четьи, да перелогу 10 четьи..." В вотчину Полева входили также д. Высокое на Доренке, пустоши, "что были деревни": Яковицы, Галкина, Князщина, Аксаурова, Выхлёнкина, а также пустошь Шишкино и пустошь, "что был починок" Корноухов. В двух деревнях было три двора людских, 2 двора крестьянских и двор бобыльский. 
Полевы имели большие владения на Истринской земле. Они известны прежде всего, как владельцы с. Полевшины и строители в этом селе каменной церкви, дошедшей до нас. 
В 1623 г. д. Качаброво по-прежнему принадлежала Богдану Полеву; здесь был двор вотчинника, в котором жили деловые люди, и один крестьянский двор, пашни 20 чети, сена по Истре 100 копен. Владение входило в Сурожский стан Московского уезда.
В 1646 году деревня  Кочабарово принадлежала боярину Василию Петровичу Шереметеву и насчитывала 3 крестьянских двора и 1 бобыльский.
В 1656 г.  деревню у боярина купил Святейший патриарх Никон для Воскресенкого монастыря. После его низложения деревня осталась за Воскресенским монастырем. В 1678 г д. Качабурово - в приходе с. Вознесенского, " что была деревня Котельниково". - будущего города Воскресенска. В деревне тогда было пять крестьянских дворов, а в 1687 г - 8 дворов.. 
В 1748 году в монастырской деревне Качаброво проживали 33 крестьянина.
В 1773 году – 13 дворов  (58 человек) - деревня принадлежала уже  ведомству Коллегии экономии. 
О р. Истре указывалось, что здесь она имеет в летнее жаркое время глубину четверть аршина, ширину около 20-ти сажен.
В 1800 г. д. Качаброва относилась к экономической Воздвиженской волости Рузского уезда. В ней было 6 дворов, где проживало 73 человека. 
В 1859 году в казенной д. Качаброво Звенигородского уезда числилось 6 дворов, 39 мужчин, 35 женщин – 74 человека.
В 1864 г. деревня входила в Никулинскую волость Звенигородского уезда. 
в 1899 году население деревни  116 человек (45 мужчин, 71 женщина) проживало в 27 избах, образуя 23 надельные и .8 безнадельных семей.
Путеводитель 1934г сообщал, что большая часть населения деревни работала на ближайшей Октябрьской фабрике.

## Население
| 2002 | 2006 | 2010 |
| ---- | ---- | ---- |
| 10   | ↘4   | ↗5   |